# 邁什特拉斯
36°33′N 4°00′E / 36.550°N 4.000°E

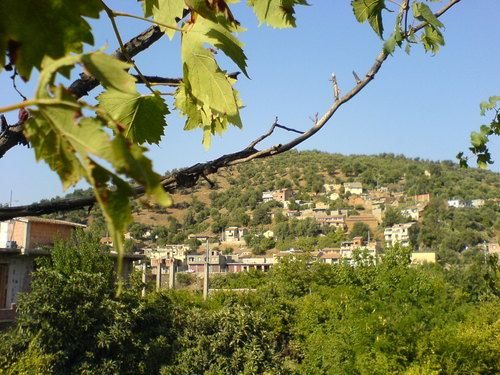
邁什特拉斯

邁什特拉斯（阿拉伯语：‎），是阿爾及利亞的城鎮，位於該國北部提濟烏祖省，由博格尼區負責管轄，面積17平方公里，2008年人口32,683，人口密度每平方公里1,883人。